# Medaille van Verdienste voor Wetenschap en Kunst (Groothertogdom Saksen)
De Medaille van Verdienste voor Wetenschap en Kunst (Duits: Verdienstmedaille für Wissenschaft und Kunst) was een onderscheiding van het groothertogdom Saksen-Weimar-Eisenach dat na 1877 het groothertogdom Saksen werd.
De medaille werd in 1822 door groothertog Karel August van Saksen-Weimar-Eisenach ingesteld en heeft in deze vorm tot 1838 bestaan. In 1892 werd een nieuwe medaille ingesteld door groothertog Karel Alexander van Saksen-Weimar-Eisenach. Deze medaille werd tot zijn dood in 1902 verleend. In 1902 stichtte Willem Ernst van Saksen een nieuwe, ovale, Medaille voor Kunst en Wetenschap
Het was in het begin van de 19e eeuw zeker in Duitsland nog ongebruikelijk om niet-adellijke personen en mensen die "met hun handen werkten" in een ridderorde op te nemen. Opname in een ridderorde betekende indertijd ook verheffing in de adelstand, men was dan immers een "ridder". Waar dat ongewenst werd gevonden boden medailles een uitweg. Ook kunstenaars, de top daargelaten, kregen van de adel slechts langzaam meer erkenning.
De medaille werd tussen 1822 en 1838 in drie verschillende vormen uitgereikt.
- De Medaille met het opschrift "DOCTARUM FRONTIUM PRÆMIA" op de keerzijde en het portret van Karel August in toga met het rondschrift "CAROLVS AVGUSTVS MAGNVS DVX SAXONIÆ" op de voorzijde werd tussen 1822 en 1834 gebruikt.
  - Gouden Medaille
  - Zilveren Medaille
  - Bronzen Medaille
- De ovale Medaille Ie Klasse met het opschrift "DOCTARUM FRONTIUM PRÆMIA" op de keerzijde en het portret van Karel August in toga met het rondschrift "CAROLVS AVGUSTVS MAGNVS DVX SAXONIÆ" op de voorzijde
  - Ronde Gouden Medaille (IIe Klasse) met het opschrift "DOCTARUM FRONTIUM PRÆMIA" op de keerzijde en het portret van Karel August in toga met het rondschrift "CAROLVS AVGUSTVS MAGNVS DVX SAXONIÆ" op de voorzijde (1890 - 1902)
  - Ronde Zilveren Medaille met het portret van Karel August in toga met het rondschrift "CAROLVS AVGUSTVS MAGNVS DVX SAXONIÆ" en de opdracht "DEM VERDIENSTE IN DER KUNST" op de keerzijde. (1896-1902).
- De Medaille voor Kunst en Wetenschap in de vorm van een ovaal medaillon het rondschrift "WILHELM ERNST GROSSHERZOG VON SACHSEN" en het portret van Wilhelm Ernst van Saksen met een rand in de vorm van een lauwerkrans en op de keerzijde de opdracht " FÜR KUNST UND WISSENSCHAFT". (1902-1918).
  - Gouden Medaille (ovaal)
  - Verguld zilveren medaille (ovaal)
  - Ronde zilveren medaille